# Регионална анестезија
Регионална анестезија је примена локалних анестетика у пределу око кичмене мождине, корена кичмених нерава или самог нерва, којом се  постижемо стање немогућег преношења осећаја бола дуж нерава и на тај начин купира бол. Кориштење техника регионалне анестезије у свакодневној анестезиолошкој пракси омогућава квалитетније лечење болесника и задовољство практичара.   Регионалном анестезијом се блокирањају само  одређени региони тела применом локалних  анестетиком, што је безбедније уместо да се дају лекови за општу анестезију, која делује на цело тело. Такође она може да се користи само за  ублажавање болова током и неколико сати након операције.  Током ове анестезије иако је пацијент све врене будан, он је без болова (иако ће можда у неким случајевима бити под седативима или под општом анестезијом). Будност током операција обично значи да пацијенту није потребно давање јаких лекова против болова. такође након ње пацинет може ићи кући раније него након опште анестезије. 
Коришћење регионалне анестезије такође омогућава хирурзима да оперишу неке пацијенте за које опште анестезија није безбедна или је контраиндикована

## Предности
Регионална анестезија се сматра делом протокола побољшаног опоравка након операције због предности које има у односу на општу анестезију, укључујући: 
- мање нежељених ефеката,
- бржи опоравак,
- ранија мобилност,
- минимизирану употребу опиоида.

Такође познавање патогенезе, симптоматологије и терапије токсичности локалних анестетика анестезиологу пружа сигурност у раду, а болеснику сигурно лечење.

### Регионална анестезија код деце
Регионална анестезија је постала интегрална и уобичајена компонента како интраоперативне анестезије тако и постоперативне аналгезије код одојчади и деце. Предности регионалне блокаде укључују:
- смањење захтева за дозом опште анестезије,
- ефикасно отупљивање хемодинамских и аутономних одговорх
- одличну постоперативну аналгезију са смањеном потребом за системским аналгетицима и њиховим пратећим нежељеним ефектима.

Показало се да је спинална анестезија код новорођенчади ефикасна алтернатива општој анестезији за субумбиликалне операције које трају сат или мање.

## Врсте
У зависности од места где се примењује локални анестетик, постоје следеће врсте регионалне анестезије:
Блокаде периферних нерава - која се даје у близини групе нерава. У зависности од употребљеног лека, ова анестезика може у трајању од 12 до 24 сата ублажавати бол.  
За многе ортопедске операције, све већа употреба блокаде периферних нерава омогућава анестезиологу да обезбеди дуготрајну аналгезију ограничену на хируршко место. 
Епидурална анестезија - која је слично као код блокаде периферних нерава, изводи се тако што анестезиолог поставља танку цев, која се зове катетер, у леђа пацијента. Цев остаје ту током целе процедуре како би се све време могао испоручи лек колико је он потребан. Дејство анестетика у виду укочености настаје  у року од 10 до 20 минута, апацинет нећете осећати бол током целе операције. Након операције, кроз овај катетер може се наставити са применом лекова за ублажавање постоперативних болова.
Спинална анестезија или спинални блок -  изводи се тако што анестезиолог користећи малу иглу убризгава једну ињекцију лека, након које пацијент осећа тренутно олакшање које траје два до четири сата, у зависности од лека који се користи.
Са овом врстом анестезије могу се обавити хируршки захвати на екстремитетима, карлици и трбуху.
Избор врсте регионалне анестезије зависи од тога какав је тип хируршке интервенције планиран, или од препорука анестезиолога који може препоручити регионалну анестезију као једину врсту анестезије или комбинацију регионалне анестезије и опште анестезије или аналгоседације.

## Поступак
Регионална анестезија се изводи тако што се постављањем катетера у непосредну близину нерва или корена кичменог нерва (у зависности од врсте регионалне анестезије) постиже безбедније контрола бола у постоперативном току повременим или континуираним давањем локалних анестетика кроз постављени катетер. Тиме се не само смањују нежељено дејство системских опиоидних аналгетика, већ постиже и боља терапија акутног постоперативног бола. 
Током регионалне анестезије неопходна је добра сарадња пацијента са анестезиологом током поступка.  Болна сензација приликом примене локалног анестетика и постављања катетера за све врсте регионалне анестезије је минимална.
Максимална концентрација локалног анестетика у крви пацијента се постиже 45 минута након примене блок (који означава други критични тренутак). Уколико је то максимална концентрација у субтоксичним размерама, развој симптома и компликација неће доћи везано за токсичне ефекте локалних анестетика. После достизање максималне концентрације локалног анестетика у крви, клиренс локалног анестетика је бржи је од његове плазматске апсорпције из телесног простора где је примењен. Концентрација локалног анестетика у крви се смањује и не очекују се додатне компликације.

### Критични моменти у регионалној анестезији
Током извођења техника регионалне анестезије могу се очекивати два критична момента и компликације повезане са повећањем локалне концентрације анестетика у плазми пацијента.
Први критични тренутак
Посебну пажњу треба обратити током давања самог блока. Наиме, тада постоји могућност интраваскуларне ињекције локалног анестетика, што ће довести до брзог развоја симптома системске токсичности анестезије, укључујући кардиореспираторни застој. У току администрација блока треба да се придржава неколико препорука како би се избегли нежељени догађаји. Болесник мора бити праћен мониторингом (рани симптом кардиотоксичности је аритмије, најчешће тахикардија) и пожељно је давање кисеоника преко маске за лице. Пожељно је користити најмању могућу ефективну дозу и користити мање токсични анестетик, као што су ропивакаин и левобупивакаин. Максималне, нетоксичне дозе локалног анестетика одређују се упутствима произвођача локалног анестетика. Након што се електростимулатором или ултразвуком одреди место убризгавања анестетика, локални анестетик треба применити у мањим дозама, од 2 до 3 мл, и након давања сваке дозе, и понављати аспирацију да би  се открио интраваскуларни положај врха игле. Аспирација је добар метод за превенцију интраваскуларне примене локалног анестетика (иако мође имату око 2% лажно негативних података). У циљу откривања интраваскуларног положаја игле/катетера, у раствору локалног анестетика може бити дода  адреналин. Ако се раствор убризгава интраваскуларно, пацијентов крвни притисак и брзина пулса ће се повећати. Овај ефекат ће бити одсутан код пацијената који узимају бета-блокаторе, старијих пацијената и трудница у активној фази порођаја.
Други критични тренутак
То је заправо период који почиње од тренутка примене блока до тренутка достизања максималне концентрације локалног анестетика у крви пацијента. Након што се примени одређена доза локалног анестетика у сврху извођења блокаде периферних нерава локални анестетик дифундује интраваскуларно и његова концентрација у крви у првих 45 минута, што означава други критични тренутак.

## Нежељена дејства и њихово спречавање
Као и код било које врсте хируршког или медицинског третмана, регионална анестезија може довести до нежељених ефеката.
Почетни третман треба да буде фокусиран на управљање дисајним путевима, подршку циркулацији и смањење системских нежељених ефеката. Непосредна вентилација и оксигенација за спречавање хипоксије и ацидозе могу олакшати реанимацију и смањити вероватноћу прогресије до нападаја или кардиоваскуларног колапса. Ако дође до нападаја, препоручује се хитна примена бензодиазепина, како би се спречиле повреде и ацидоза. Пропофол или тиопентал се могу користити ако бензодиазепини нису доступни. Међутим, ови агенси могу погоршати било коју повезану хипотензију или срчану депресију. Ако ови лекови нису у стању да контролишу тоничко-клоничке нападе, мале дозе сукцинилхолина треба давати повремено да би се зауставила мишићна активност и даља ацидоза.
Лечење срчаног застоја изазваног локалном анестезијом је фокусирано на обнављање минутног волумена срца. Ово се ради да би се поново успоставила перфузија ткива, а заузврат, спречила и лечила било која основна ацидоза. Стандардне смернице се препоручују у овој ситуацији, уз неколико прилагођавања. Пожељне су мале дозе епинефрина (мање од 1 микрограм/кг). Вазопресин треба избегавати, јер може довести до плућне хеморагије. Поред тога, не препоручују се блокатори калцијумских канала и блокатори Б-адренергичких рецептора. Ако се вентрикуларне аритмије заиста појаве, пожељна фармакотерапија је амиодарон, пошто локални анестетици и прокаинамид могу погоршати постојећу токсичност.
Недавне студије случаја подржавају употребу терапије липидним емулзијама чим се посумња на продужену активност нападаја или аритмије изазване локалним анестетиком. Теорије сугеришу да побољшава срчану проводљивост, контрактилност и коронарну перфузију тако што извлачи локални анестетик растворљив у липидима из срчаног ткива. Треба дати болус од 1,5 мЛ/кг 20% липидне емулзије и накнадну инфузију од 0,25 мл/кг у минути. Инфузију треба наставити 10 минута након постизања хемодинамске стабилности. Додатни болус и повећање брзине инфузије на 0,5 мЛ/кг у минути могу се применити ако се не постигне стабилност. Максимална препоручена доза за почетну примену је приближно 10 мЛ/кг током 30 минута.
Ако стабилност срца није постигнута према модификованим смерницама за регионалну анестезију и накнадној терапији липидном емулзијом, препоручује се кардиопулмонални бајпас док се локални анестетик не очисти из организма.

## Компликације
Компликације регионалне анестезије су ретке, али могу укључивати:
- смањење крвног притиска

- благи свраб

- главобољу

- алергијска реакција на локални анестетик